# Hiccate Creek
Hiccate Creek är ett vattendrag i Belize.   Det ligger i distriktet Toledo, i den södra delen av landet, 150 km söder om huvudstaden Belmopan.
Omgivningarna runt Hiccate Creek är en mosaik av jordbruksmark och naturlig växtlighet. Runt Hiccate Creek är det ganska glesbefolkat, med 34 invånare per kvadratkilometer.